# Ошта (река)
Ошта — река в Вытегорском районе Вологодской области России. Длина — 39 км. Площадь водосборного бассейна — 374 км².
Берёт начало в озере Оштозере. Течёт по территории Оштинского сельского поселения, преимущественно на восток и северо-восток, впадает в Онежский обводный канал. На берегах расположены деревня Симаново и село Ошта. В границах села Ошта река пересекает автодорогу Р37. Крупнейшие притоки Челекса (6,9 км от устья по правому берегу, чуть ниже села Ошта), Верхняя Оровашка (9,9 км от устья по правому берегу, выше села Ошта), Кескас-ручей (19 км по левому берегу).
В период новгородской независимости земли по реке Ошта на Юг до озера Шимозера принадлежали фамилии Борецких.